# Paul de Wit

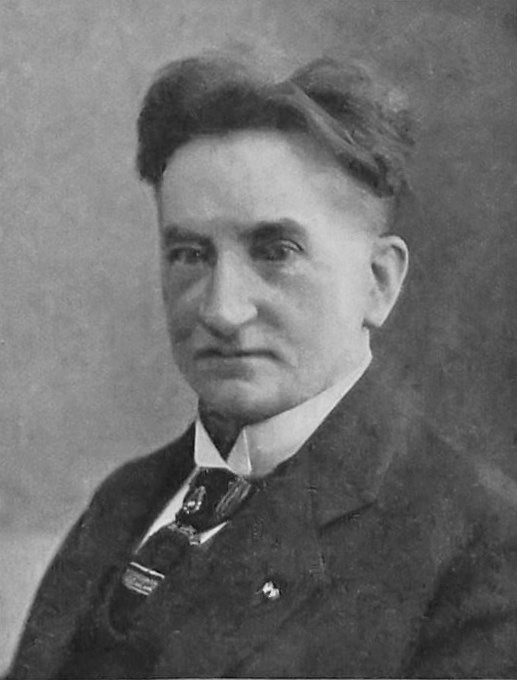
Paul de Wit in 1925

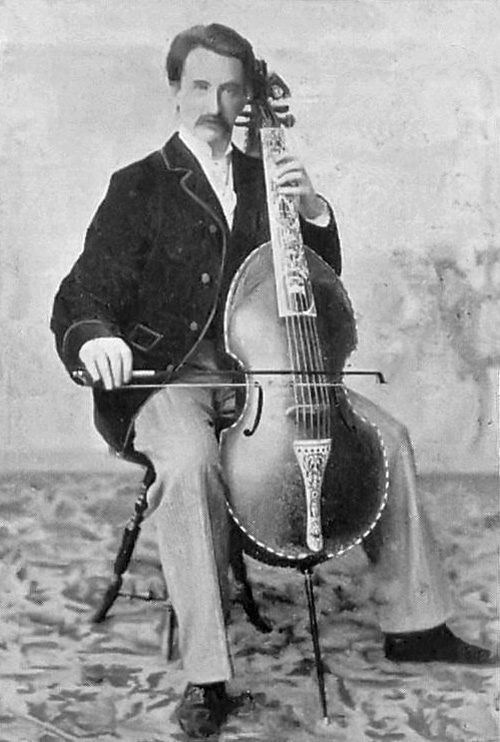
Paul de Wit met de viola da gama (ongedateerde foto)

Paul Marie Guillaume Joseph de Wit (Maastricht, 4 januari 1852 – Leipzig, 10 december 1925) was een Leipzig werkende drukker/uitgever, die in zijn tijd bekend werd vanwege zijn uitgebreide collectie muziekinstrumenten.

## Leven
Hij was zoon van Anna Catharina Clementina Pluijmers en Joannes de Wit, patriciërs in Maastricht. In 1886 trouwde hij met Friederike Henriette Emma (Emilie) Giessler. Hij overleed in 1925 aan een hartinfarct.
In zijn jeugd kreeg hij les op de cello van eerst André Keller en later van Adrien-François Servais. Hij trok toen op met toekomstig cellist Joseph Hollman. Na het overlijden van Servais studeerde hij verder en verlegde zijn interesse naar de viola da gamba, een destijds bijna vergeten muziekinstrument. Ondertussen volgde hij ook het Jezuïeten-gymnasium in Sittard. Het zag er naar uit dat hij zou gaan werken binnen de muziekwereld, maar zijn vader die hem eerder cello liet studeren, stuurde toch aan op een baan in de zakenwereld. Paul de Wit was twintig jaar oud, toen hij zijn eerste bedrijf ging bestieren; een wijnhandel in Aken. Het werd voornamelijk een leerproces. Opgedane ervaringen nam hij in 1879 mee naar Leipzig, alwaar hij via een stage terecht kwam bij Neuwe Zeitschrift für Musik van Christian Freidrich Kant. In die hoedanigheid maakte hij kennis met bekende musici en verdiepte zich in het door hun gebruikte instrumentarium. Hij zag dat daar nog geen vakblad voor was en richtte in najaar 1880 het Zeitschrift fúr Instrumentenbau op. Vanaf het eerste exemplaar van oktober 1880 tot zijn dood zou De Wit aan het blad verbonden blijven, zowel als redacteur als uitgever. De populariteit van het blad leidde ertoe dat hij zich aan het Thomaskirchof (Bosehaus) kon vestigen. In aanvulling op bovenstaand tijdschrift probeerde hij vanaf 1883 een internationaal adresboek op te zetten op het gebied van instrumentenbouw, Ook hiermee zou hij tot zijn dood werkzaam zijn. Het liep uit op tien versies onder de meest gangbare titel Weltadressbuch der gesamten Musikinstrumenten-Industrie. De versie van 1912 telde 1482 pagina’s. Door de uitgaven werd hij bekend als promotor binnen die industrietak.
Deze interesse leidde er weer toen dat hij begon aan het opbouwen van uitgebreide collecties van (oude) muziekinstrumenten. Hij verzamelde ze niet alleen, maar repareerde ze ook waar nodig, zodat ze bespeelbaar werden. Hij kreeg daarin ondersteuning van pianobouwer Hermann Seyffarth. Hij wilde dat dit instrumentarium ook zichtbaar werd voor het publiek en verkocht steeds delen van zijn verzameling aan de Hochschule fúr Musik in Berlijn. De collectie breidde zo uit dat ze als basis werd gebruikt voor het Musikinstrumenten-Musuems des Staatlichen Institut für Musikforschung. In de verzameling bevond zich bijvoorbeeld een klavecimbel van Johann Sebastian Bach en een spinet van koningin Marie-Antoinette van Oostenrijk. Hij bleef ondanks zijn schenkingen doorgaan met verzamelen en nam als zodanig deel aan de Wiener Musik- und Theaterausstellung van 1892. In 1893 vond hij de tijd rijp voor een eigen museum, dat geopend werd door Albert van Saksen. De collectie was in 1904 (weer) uitgegroeid tot meer dan 1000 objecten bestaande uit instrumenten, onderdelen waarvan afbeeldingen etc., voor een deel afkomstig uit nalatenschappen van musici. Het museum werd te klein en De Wit probeerde het te verkopen aan Leipzig, maar die weigerde. Daarop kwam de verzameling in handen van industrieel Wilhelm Heyer te Keulen; het zou later uitgesteld worden in het "Musikhistorische Museum Wilhelm Heyer". Bij diens overlijden moest er weer een nieuwe plaats gevonden en na enkele jaren vond de Universiteit van Leipzig de tijd rijp om de verzameling met steun van onder meer de Saksische overheid en muziekuitgeverij C.F. Peters Musikverlag over te nemen. In 1929 werd voor alle objecten het Muziekinstrumentenmuseum als onderdeel van het Grassi Museum für Angewandte Kunst geopend.
Paul de Wit probeerde zijn kennis aan te wenden voor het meer bekend maken van actuele kwesties binnen de muziek(industrie) maar zag pogingen daartoe stranden.     